# Lijst van rijksmonumenten aan de Amstel (straat)
Een overzicht van de 106 rijksmonumenten aan de Amstel in Amsterdam.
| Object | Oorspronkelijke functie?  | Bouwjaar                        | Architect                    | Locatie                    | Coördinaten?                  | Nr.?   | Afbeelding                                                                                            |
| --- | ------------------------- | ------------------------------- | ---------------------------- | -------------------------- | ----------------------------- | ------ | --- |
| Pand met pilaster-halsgevel met tussentrappen, gevelsteen met wapen en opschrift wapen van london, twee jaartalstenen en een oorspronkelijk kruis en tweelichtskozijnen                                       | Gebouw                    | 1661                            |                              | Amstel 14                  | 52° 22' 1" NB, 4° 53' 40" OL  | 190    | Meer afbeeldingen                                                                                     |
| Hoekhuis aan de regulierssteeg met ingezwenkte halsgevel waarvan het fronton is verdwenen | Gebouw                    | ca. 1675                        |                              | Amstel 26                  | 52° 22' 1" NB, 4° 53' 42" OL  | 191    | Meer afbeeldingen                                                                                     |
| Hoekhuis met puntgevel | Gebouw                    | 18e/19e eeuw                    |                              | Amstel 28                  | 52° 22' 1" NB, 4° 53' 42" OL  | 192    | Meer afbeeldingen                                                                                     |
| Pakhuisgevel met zware ingezwenkte hals van s-vormig silhouet voorzien van siersteentjes en een kalkoen in de volutenafdekking                                                                                | Woonhuis                  | 1733 (jaartal)                  |                              | Amstel 34                  | 52° 22' 1" NB, 4° 53' 43" OL  | 193    | Meer afbeeldingen                                                                                     |
| Hoekhuis van het 'type met grote blokken' en zowel aan voor- als zijkant een trapgevel en 5 koppen in het fries                                                                                               | Woonhuis                  | tweede kwart 17e eeuw           |                              | Amstel 54                  | 52° 22' 1" NB, 4° 53' 44" OL  | 194    | Meer afbeeldingen                                                                                     |
| Hoekpand onder schilddak en omlopende rechte lijst | Gebouw                    | laatste kwart 18e eeuw          |                              | Amstel 56                  | 52° 22' 1" NB, 4° 53' 45" OL  | 195    | Meer afbeeldingen                                                                                     |
| Voormalige Franse Schouwburg, De Kleine Komedie | Gebouw                    | 1788                            | Abraham van der Hart         | Amstel 58                  | 52° 22' 1" NB, 4° 53' 46" OL  | 196    | Meer afbeeldingen                                                                                     |
| Pand met gevel onder rechte lijst met vier consoles | Opslag                    | ca. 1800                        |                              | Amstel 60                  | 52° 22' 1" NB, 4° 53' 46" OL  | 197    | Meer afbeeldingen                                                                                     |
| Swigtershofje | Gebouw                    | 1756                            |                              | Amstel 88                  | 52° 22' 0" NB, 4° 53' 48" OL  | 198    | Meer afbeeldingen                                                                                     |
| Vrijstaand huis met ingezwenkte halsgevel onder siertrossen | Gebouw                    | laatste kwart 17e eeuw          |                              | Amstel 100                 | 52° 22' 1" NB, 4° 53' 48" OL  | 199    | Meer afbeeldingen                                                                                     |
| Pand met sobere halsgevel | Gebouw                    | eerste kwart 18e eeuw           |                              | Amstel 102                 | 52° 22' 1" NB, 4° 53' 49" OL  | 200    | Meer afbeeldingen                                                                                     |
| Pand met ingezwenkte halsgevel | Woonhuis                  | derde kwart 18e eeuw            |                              | Amstel 104                 | 52° 22' 1" NB, 4° 53' 49" OL  | 201    | Meer afbeeldingen                                                                                     |
| Pand met pilaster-halsgevel met tussentrappen | Gebouw                    | 1659                            |                              | Amstel 106                 | 52° 22' 1" NB, 4° 53' 49" OL  | 202    | Meer afbeeldingen                                                                                     |
| Pand met ingezwenkte halsgevel met deuromlijsting en puilijst | Gebouw                    | derde kwart 18e eeuw            |                              | Amstel 108                 | 52° 22' 1" NB, 4° 53' 49" OL  | 203    | Meer afbeeldingen                                                                                     |
| Pand met puntgevel met ovale vensters in de top | Gebouw                    | 18e eeuw                        |                              | Amstel 110                 | 52° 22' 1" NB, 4° 53' 50" OL  | 204    | Meer afbeeldingen                                                                                     |
| Pand met ingezwenkte halsgevel | Handel en kantoor         | derde kwart 18e eeuw            |                              | Amstel 112                 | 52° 22' 1" NB, 4° 53' 50" OL  | 205    | Meer afbeeldingen                                                                                     |
| Pand, bestaande uit een hoger opgetrokken voorgedeelte aan de Amstel en een langwerpig achterhuis langs de Bakkerstraat, waarin een eigen toegangsdeur met stoep                                              | Gebouw                    | 18e eeuw                        |                              | Amstel 116A                | 52° 22' 1" NB, 4° 53' 51" OL  | 206    | Meer afbeeldingen                                                                                     |
| Hoekpand met voorgevel onder rechte lijst en op balkkoppen overgekraagde zijgevel | Gebouw                    | tweede kwart 17e eeuw ca. 1800  |                              | Amstel 116                 | 52° 22' 1" NB, 4° 53' 51" OL  | 207    | Meer afbeeldingen                                                                                     |
| Pand met gevel onder vrij recente punttop | Gebouw                    | 18e eeuw                        |                              | Amstel 126                 | 52° 22' 1" NB, 4° 53' 52" OL  | 209    | Meer afbeeldingen                                                                                     |
| Pand met pilastergevel waarvan de top | Gebouw                    | 18e eeuw                        |                              | Amstel 128                 | 52° 22' 1" NB, 4° 53' 53" OL  | 210    | Meer afbeeldingen                                                                                     |
| Pand met gevel onder rechte lijst met zware consoles | Gebouw                    | 17e/19e eeuw                    |                              | Amstel 130                 | 52° 22' 1" NB, 4° 53' 53" OL  | 211    | Meer afbeeldingen                                                                                     |
| Hoekpand omvattende twee woningen onder een dak | Woonhuis                  | tweede kwart 17e eeuw en later  |                              | Amstel 134                 | 52° 22' 1" NB, 4° 53' 54" OL  | 212    | Meer afbeeldingen                                                                                     |
| Hoekpand met versoberde ingezwenkte halsgevel | Gebouw                    | 18e                             |                              | Amstel 138                 | 52° 22' 1" NB, 4° 53' 54" OL  | 213    | Meer afbeeldingen                                                                                     |
| Pand met ingezwenkte halsgevel met schelp in de afdekking | Gebouw                    | begin derde kwart 18e eeuw      |                              | Amstel 140                 | 52° 22' 1" NB, 4° 53' 55" OL  | 214    | Meer afbeeldingen                                                                                     |
| Pand met gevel onder in het midden getoogde lijst met consoles | Gebouw                    | eerste of tweede kwart 18e eeuw |                              | Amstel 142                 | 52° 22' 1" NB, 4° 53' 55" OL  | 215    | Meer afbeeldingen                                                                                     |
| Voormalig hoofdkantoor van de chocoladefabriek 'Bensdorp' | Handel en kantoor         | 1899                            |                              | Amstel 150                 | 52° 22' 0" NB, 4° 53' 56" OL  | 518341 | Upload foto                                                                                           |
| Twee huizen, verenigd achter een gezamenlijke pilastergevel met brede hals en fronton waarin een schild met draperieen                                                                                        | Woonhuis                  | tweede kwart 17e eeuw           |                              | Amstel 172                 | 52° 22' 0" NB, 4° 53' 57" OL  | 216    | Upload foto                                                                                           |
| Pand met gevel onder rechte klossenlijst | Gebouw                    | eerste helft 19e eeuw           |                              | Amstel 176A                | 52° 22' 0" NB, 4° 53' 57" OL  | 217    | Pand met gevel onder rechte klossenlijst                                                              |
| Hoekhuis met gevel onder in het midden getoogde lijst met consoles | Gebouw                    | ca. 1750                        |                              | Amstel 178                 | 52° 22' 0" NB, 4° 53' 58" OL  | 218    | Hoekhuis met gevel onder in het midden getoogde lijst met consoles                                    |
| Pand met trapgevel van het 'type met grote blokken' valselijk gedateerd 1616) | Gebouw                    | 1626/1636                       |                              | Amstel 180                 | 52° 22' 0" NB, 4° 53' 58" OL  | 219    | Meer afbeeldingen                                                                                     |
| Pand met gevel onder rechte lijst met hardstenen pui, gesneden deur en vier stoeppalen | Gebouw                    | ca. 1800                        |                              | Amstel 184                 | 52° 21' 60" NB, 4° 53' 58" OL | 220    | Pand met gevel onder rechte lijst met hardstenen pui, gesneden deur en vier stoeppalen                |
| Pand met ingezwenkte halsgevel met gelobde volutenafdekking waarop een siervaas | Gebouw                    | tweede kwart 17e eeuw           |                              | Amstel 186                 | 52° 21' 60" NB, 4° 53' 59" OL | 221    | Pand met ingezwenkte halsgevel met gelobde volutenafdekking waarop een siervaas                       |
| Dubbel huis met gevel onder rechte lijst waarvan de balustrade is verdwenen | Gebouw                    | eerste helft 19e eeuw           |                              | Amstel 190                 | 52° 21' 59" NB, 4° 53' 59" OL | 222    | Dubbel huis met gevel onder rechte lijst waarvan de balustrade is verdwenen                           |
| Hoekhuisje onder schilddak | Gebouw                    | 17e eeuw                        |                              | Amstel 200                 | 52° 21' 59" NB, 4° 54' 0" OL  | 223    | Meer afbeeldingen                                                                                     |
| Blauwbrug | Brug                      | 1883                            |                              | Amstel/Brugnummer 236      | 52° 21' 57" NB, 4° 54' 4" OL  | 518352 | Meer afbeeldingen                                                                                     |
| Pand met gevel onder rechte lijst met consoles | Woonhuis                  | eerste helft 18e eeuw           |                              | Amstel 204                 | 52° 21' 58" NB, 4° 54' 1" OL  | 224    | Meer afbeeldingen                                                                                     |
| Pand met forse gevel onder gewijzigde lijst, in het midden onderbroken door het door snijwerk omgeven vlieringluik                                                                                            | Gebouw                    | ca. 1750                        |                              | Amstel 206                 | 52° 21' 58" NB, 4° 54' 1" OL  | 225    | Meer afbeeldingen                                                                                     |
| Pand met gelaagde zandstenen gevel onder triglyfenlijst | Gebouw                    | ca. 1670/1673                   |                              | Amstel 208                 | 52° 21' 58" NB, 4° 54' 1" OL  | 226    | Meer afbeeldingen                                                                                     |
| Pand met gelaagde zandstenen gevel onder triglyfenlijst met attiek | Gebouw                    | ca. 1670/1673                   |                              | Amstel 210                 | 52° 21' 57" NB, 4° 54' 1" OL  | 227    | Meer afbeeldingen                                                                                     |
| Hoekhuis waarvan de voorgevel zijn top heeft verloren en van een provisorische afsluiting is voorzien | Gebouw                    | 18e eeuw                        |                              | Amstelstraat 29            | 52° 21' 59" NB, 4° 53' 57" OL | 262    | Hoekhuis waarvan de voorgevel zijn top heeft verloren en van een provisorische afsluiting is voorzien |
| Pand met halsgevel met gedeelde vleugelstukken | Gebouw                    | eerste helft 18e eeuw           |                              | Amstelstraat 31            | 52° 21' 59" NB, 4° 53' 57" OL | 263    | Pand met halsgevel met gedeelde vleugelstukken                                                        |
| Huis waarvan de gevel wordt bekroond door een latere punttop | Gebouw                    | 18e eeuw                        |                              | Amstelstraat 49H           | 52° 21' 59" NB, 4° 54' 0" OL  | 264    | Huis waarvan de gevel wordt bekroond door een latere punttop                                          |
| Diaconie oudemannen en -vrouwenhuis | Sociale zorg, liefdadigh. | 1681-1684                       |                              | Amstel 51                  | 52° 21' 55" NB, 4° 54' 8" OL  | 162    | Meer afbeeldingen                                                                                     |
| Huis onderdeel van oud huizenblok met doorlopend dwars dak | Woonhuis                  | 18e eeuw                        |                              | Amstel 55                  | 52° 21' 52" NB, 4° 54' 10" OL | 163    | Meer afbeeldingen                                                                                     |
| Huis onderdeel van oud huizenblok met doorlopend dwars dak | Woonhuis                  | 18e eeuw                        |                              | Amstel 57                  | 52° 21' 51" NB, 4° 54' 10" OL | 164    | Meer afbeeldingen                                                                                     |
| Huis onderdeel van oud huizenblok met doorlopend dwars dak | Gebouw                    | 18e eeuw                        |                              | Amstel 59                  | 52° 21' 51" NB, 4° 54' 11" OL | 165    | Meer afbeeldingen                                                                                     |
| Huis onderdeel van oud huizenblok met doorlopend dwars dak | Gebouw                    | 18e/19e eeuw                    |                              | Amstel 61                  | 52° 21' 51" NB, 4° 54' 11" OL | 166    | Meer afbeeldingen                                                                                     |
| Pand met gevel onder rechte triglyfenlijst met rozetten. Hardstenen pui en vier stoeppalen | Gebouw                    | laatste kwart 18e eeuw          |                              | Amstel 63                  | 52° 21' 51" NB, 4° 54' 11" OL | 167    | Meer afbeeldingen                                                                                     |
| Huis, onderdeel van oud huizenblok met doorlopend dwars dak. Gevel onder rechte lijst. Deur en snijraam met lantaren                                                                                          | Woonhuis                  | eerste kwart 18e eeuw           |                              | Amstel 65                  | 52° 21' 51" NB, 4° 54' 11" OL | 168    | Meer afbeeldingen                                                                                     |
| Huis, onderdeel van oud huizenblok met doorlopend dwars dak. Gevel onder rechte lijst. Deuromlijsting en snijraam                                                                                             | Woonhuis                  | eerste kwart 18e eeuw           |                              | Amstel 67A                 | 52° 21' 51" NB, 4° 54' 11" OL | 169    | Meer afbeeldingen                                                                                     |
| Huis, onderdeel van oud huizenblok met doorlopend dwars dak. Gevel onder rechte lijst waarop dakkapel | Woonhuis                  | eerste kwart 18e eeuw           |                              | Amstel 69                  | 52° 21' 50" NB, 4° 54' 11" OL | 170    | Meer afbeeldingen                                                                                     |
| Huis, onderdeel van oud huizenblok met doorlopend dwars dak. Gevel onder de oorspronkelijke rechte lijst met vlakke triglyfen, waarop dakkapel. Deur- en vensteropeningen ongewijzigd                         | Woonhuis                  | eerste kwart 18e eeuw           |                              | Amstel 71                  | 52° 21' 50" NB, 4° 54' 11" OL | 171    | Meer afbeeldingen                                                                                     |
| Huis, onderdeel van oud huizenblok met doorlopend dwars dak. Gevel onder rechte lijst waarop dakkapel. Verdiepinghoogten tweede helft 19e eeuw veranderd                                                      | Woonhuis                  | eerste kwart 18e eeuw           |                              | Amstel 75                  | 52° 21' 50" NB, 4° 54' 11" OL | 172    | Meer afbeeldingen                                                                                     |
| Huis, onderdeel van oud huizenblok met doorlopend dwars dak. Gevel onder rechte lijst, verbouwd tweede helft 19e eeuw                                                                                         | Woonhuis                  | eerste kwart 18e eeuw           |                              | Amstel 77                  | 52° 21' 50" NB, 4° 54' 11" OL | 173    | Meer afbeeldingen                                                                                     |
| Hoekhuis, onderdeel van oud huizenblok met doorlopend dwars dak. Voor- en zijgevels onder omlopende rechte lijst                                                                                              | Woonhuis                  | eerste kwart 18e eeuw           |                              | Amstel 79                  | 52° 21' 50" NB, 4° 54' 11" OL | 174    | Meer afbeeldingen                                                                                     |
| Hoekhuis. Gevel onder rechte lijst | Gebouw                    | 18e+19e eeuw                    |                              | Amstel 81                  | 52° 21' 49" NB, 4° 54' 12" OL | 175    | Meer afbeeldingen                                                                                     |
| Pand met halsgevel met gedeelde vleugelstukken en het jaartal in de volutenafdekking. Roedenverdeling en snijraamhek empire. Vormt groep met nr 85 (en 87)                                                    | Gebouw                    | 1736 (jaartal)                  |                              | Amstel 83A                 | 52° 21' 49" NB, 4° 54' 12" OL | 176    | Meer afbeeldingen                                                                                     |
| Pand met halsgevel met gedeelde vleugelstukken en het jaartal in de volutenafdekking. Vormt groep met nr 83 (en 87)                                                                                           | Gebouw                    | 1736 (jaartal)                  |                              | Amstel 85                  | 52° 21' 49" NB, 4° 54' 12" OL | 177    | Meer afbeeldingen                                                                                     |
| Huis, vanwege de voorgevel die een kopie is van de oorspronkelijke en de originele onderdelen van de gevelhals draagt                                                                                         | Gebouw                    | tweede kwart 18e eeuw           |                              | Amstel 87                  | 52° 21' 49" NB, 4° 54' 12" OL | 178    | Meer afbeeldingen                                                                                     |
| Huis (behorende tot de groep 83 t/m 89). Gevel tweede helft 19e eeuw verbouwd en van een gesneden rechte lijst met consoles voorzien                                                                          | Gebouw                    | 1736                            |                              | Amstel 89                  | 52° 21' 49" NB, 4° 54' 12" OL | 179    | Meer afbeeldingen                                                                                     |
| Huis met gevel onder rechte lijst met consoles. Tuinhuis | Gebouw                    | 18e eeuw                        |                              | Amstel 93                  | 52° 21' 48" NB, 4° 54' 12" OL | 180    | Meer afbeeldingen                                                                                     |
| Pand met halsgevel met gelobde volutenafdekking | Gebouw                    | tweede kwart 18e eeuw           |                              | Amstel 95                  | 52° 21' 48" NB, 4° 54' 12" OL | 181    | Meer afbeeldingen                                                                                     |
| Oorspronkelijk beneden- en bovenhuis met gevel onder rechte lijst | Gebouw                    | 18e/19e eeuw                    |                              | Amstel 97                  | 52° 21' 48" NB, 4° 54' 12" OL | 182    | Meer afbeeldingen                                                                                     |
| Pand met gevel onder rechte lijst met triglyfen, consoles en als kop gebeeldhouwde hijsbalk | Gebouw                    | 18e/19e eeuw                    |                              | Amstel 99A                 | 52° 21' 48" NB, 4° 54' 12" OL | 183    | Meer afbeeldingen                                                                                     |
| Goed bewaard hoekhuis met voorgevel onder getoogde gebeeldhouwde lijstvormige stenen top | Gebouw                    | tweede kwart 18e eeuw           |                              | Amstel 101                 | 52° 21' 47" NB, 4° 54' 12" OL | 184    | Meer afbeeldingen                                                                                     |
| Koninklijk Theater Carré: Gepleisterde gevel in eclectische neo-renaissancetrant, sterk sprekend gebogen dak                                                                                                  | Gebouw                    | 1887                            | J.P.F.van Rossem en W.J.Vuyk | Amstel 115                 | 52° 21' 44" NB, 4° 54' 14" OL | 185    | Meer afbeeldingen                                                                                     |
| Amstelsluizen | Waterkering en -doorlaat  | 1673                            | J. Hudde                     | Amstel 115-125 (tegenover) | 52° 21' 41" NB, 4° 54' 14" OL | 518510 | Meer afbeeldingen                                                                                     |
| Pand met halsgevel met rijk gebeeldhouwde top | Gebouw                    | tweede kwart 18e eeuw           |                              | Amstel 127                 | 52° 21' 44" NB, 4° 54' 14" OL | 186    | Pand met halsgevel met rijk gebeeldhouwde top                                                         |
| Pand met gevel waarvan de top | Woonhuis                  | 18e/19e eeuw                    |                              | Amstel 129                 | 52° 21' 44" NB, 4° 54' 14" OL | 187    | Pand met gevel waarvan de top                                                                         |
| Oorspronkelijk beneden- en bovenhuis met gevel onder rechte lijst | Gebouw                    | ca. 1740                        |                              | Amstel 131A                | 52° 21' 44" NB, 4° 54' 15" OL | 188    | Oorspronkelijk beneden- en bovenhuis met gevel onder rechte lijst                                     |
| Oorspronkelijk beneden- en bovenhuis met gevel onder rechte lijst | Gebouw                    | ca. 1740                        |                              | Amstel 133                 | 52° 21' 43" NB, 4° 54' 15" OL | 189    | Meer afbeeldingen                                                                                     |
| Bakstenen woonhuis ontworpen als dubbel herenhuis | Woonhuis                  | 1872                            |                              | Amstel 179                 | 52° 21' 38" NB, 4° 54' 17" OL | 527698 | Bakstenen woonhuis ontworpen als dubbel herenhuis                                                     |
| Pand met vier vensters brede gevel deur en snijraam snijraamhek | Gebouw                    | 1687/1688                       |                              | Amstel 214                 | 52° 21' 55" NB, 4° 54' 2" OL  | 228    | Meer afbeeldingen                                                                                     |
| Dubbel huis met monumentale geslaagde zandstenen drie vensters brede gevel onder triglyfenlijst waarop gebeeldhouwde balustrade, met hoeklisenen en middenpartij waarin balkon op zuilen en het jaartal mdclx | Woonhuis                  | 1671                            |                              | Amstel 216                 | 52° 21' 55" NB, 4° 54' 2" OL  | 229    | Meer afbeeldingen                                                                                     |
| Museum six | Gebouw                    | 1662/1668                       |                              | Amstel 218                 | 52° 21' 54" NB, 4° 54' 2" OL  | 230    | Meer afbeeldingen                                                                                     |
| Pand met zandstenen gevel onder rijk gebeeldhouwde in het midden verhoogde lijst met consoles enz | Gebouw                    | ca. 1725                        |                              | Amstel 220                 | 52° 21' 54" NB, 4° 54' 3" OL  | 231    | Meer afbeeldingen                                                                                     |
| Pand met vijf vensters brede zandstenen gevel met hoeklisenen en triglyfenlijst | Gebouw                    | derde kwart 18e eeuw            |                              | Amstel 222                 | 52° 21' 54" NB, 4° 54' 2" OL  | 232    | Meer afbeeldingen                                                                                     |
| Huis gebouwd door Elias Bouman | Werk-woonhuis             | 1671                            |                              | Amstel 224                 | 52° 21' 53" NB, 4° 54' 3" OL  | 233    | Meer afbeeldingen                                                                                     |
| Huis gebouwd door Elias Bouman, gevel onder rechte lijst en voorzien van geblokte hoeklisenen | Woonhuis                  | 1671                            |                              | Amstel 226                 | 52° 21' 53" NB, 4° 54' 3" OL  | 234    | Meer afbeeldingen                                                                                     |
| Dubbel huis dubbele stoep met fles- en s-vormige balusters | Werk-woonhuis             | laatste kwart 17e eeuw          |                              | Amstel 228                 | 52° 21' 53" NB, 4° 54' 3" OL  | 235    | Meer afbeeldingen                                                                                     |
| Pand met ingezwenkte halsgevel van vloeiend silhouet | Gebouw                    | derde kwart 18e eeuw            |                              | Amstel 230A                | 52° 21' 52" NB, 4° 54' 3" OL  | 236    | Meer afbeeldingen                                                                                     |
| Huis uit omstreeks 1670 | Woonhuis                  | ca. 1670                        |                              | Amstel 236                 | 52° 21' 51" NB, 4° 54' 4" OL  | 237    | Meer afbeeldingen                                                                                     |
| Pand met ingezwenkte halsgevel onder siertrossen | Woonhuis                  | ca. 1672                        |                              | Amstel 238                 | 52° 21' 50" NB, 4° 54' 4" OL  | 238    | Meer afbeeldingen                                                                                     |
| Pand met gevel onder rechte lijst met consoles | Woonhuis                  | derde kwart 19e eeuw            |                              | Amstel 240                 | 52° 21' 50" NB, 4° 54' 4" OL  | 239    | Meer afbeeldingen                                                                                     |
| Pand met gevel onder rechte lijst | Gebouw                    | 18e/19e eeuw                    |                              | Amstel 242                 | 52° 21' 50" NB, 4° 54' 4" OL  | 240    | Meer afbeeldingen                                                                                     |
| Pand met gevel onder rechte lijst met dakkapel en hardstenen pui | Gebouw                    | kort na 1833                    |                              | Amstel 244                 | 52° 21' 50" NB, 4° 54' 5" OL  | 241    | Meer afbeeldingen                                                                                     |
| Pand met van gepleisterde ornament voorziene gevel onder cirkelvormig verhoogde lijst met consoles | Gebouw                    | derde kwart 19e eeuw            |                              | Amstel 246                 | 52° 21' 50" NB, 4° 54' 5" OL  | 242    | Meer afbeeldingen                                                                                     |
| Pand met gepleisterde gevel onder rechte klossenlijst | Gebouw                    | eerste helft 19e eeuw           |                              | Amstel 248                 | 52° 21' 50" NB, 4° 54' 5" OL  | 243    | Meer afbeeldingen                                                                                     |
| Pand met gepleisterde gevel onder rechte lijst met consoles | Gebouw                    | mogelijk derde kwart 19e eeuw   |                              | Amstel 250                 | 52° 21' 50" NB, 4° 54' 5" OL  | 244    | Meer afbeeldingen                                                                                     |
| Pand met gevel onder in- en uitgezwenkte top met kuif | Gebouw                    | ca. 1750/1755                   |                              | Amstel 252                 | 52° 21' 49" NB, 4° 54' 5" OL  | 245    | Meer afbeeldingen                                                                                     |
| Pand met gevel onder in- en uitgezwenkte top met kuif | Gebouw                    | ca. 1750/1755                   |                              | Amstel 254A                | 52° 21' 49" NB, 4° 54' 5" OL  | 246    | Meer afbeeldingen                                                                                     |
| Plaats Royaal | Woonhuis                  | 1694                            |                              | Amstel 256                 | 52° 21' 49" NB, 4° 54' 5" OL  | 247    | Meer afbeeldingen                                                                                     |
| Hoekhuis waarvan de voorgevel is verbouwd | Gebouw                    | derde kwart 19e eeuw of ouder   |                              | Amstel 262                 | 52° 21' 48" NB, 4° 54' 6" OL  | 248    | Meer afbeeldingen                                                                                     |
| Pand met halsgevel met geruite vleugelstukken | Gebouw                    | tweede kwart 18e eeuw           |                              | Amstel 268                 | 52° 21' 48" NB, 4° 54' 5" OL  | 249    | Meer afbeeldingen                                                                                     |
| Pand met gevel onder gesneden rechte lijst | Gebouw                    | laatste kwart 18e eeuw          |                              | Amstel 274                 | 52° 21' 47" NB, 4° 54' 6" OL  | 250    | Meer afbeeldingen                                                                                     |
| Pand met gevel onder rechte klossenlijst | Gebouw                    | laatste kwart 18e eeuw          |                              | Amstel 276                 | 52° 21' 47" NB, 4° 54' 6" OL  | 251    | Meer afbeeldingen                                                                                     |
| Hoekhuis onder omlopend schilddak en -daklijst | Woonhuis                  | laatste kwart 17e eeuw          |                              | Amstel 284                 | 52° 21' 46" NB, 4° 54' 7" OL  | 252    | Meer afbeeldingen                                                                                     |
| Hoekhuis met vier vensters brede ingezwenkte halsgevel | Gebouw                    | 18e eeuw                        |                              | Amstel 316                 | 52° 21' 40" NB, 4° 54' 9" OL  | 160    | Meer afbeeldingen                                                                                     |
| Pand met gevel waarvan de bekroning in de vorm van een eigenaardige lijst van baksteenlagen vermoedelijk door wijziging is ontstaan                                                                           | Gebouw                    | tweede kwart 18e eeuw           |                              | Amstel 300                 | 52° 21' 43" NB, 4° 54' 8" OL  | 253    | Meer afbeeldingen                                                                                     |
| Huis met interessante inwendige indeling | Gebouw                    | tweede kwart 18e eeuw           |                              | Amstel 310A                | 52° 21' 43" NB, 4° 54' 8" OL  | 254    | Huis met interessante inwendige indeling                                                              |
| Pand met gevel onder rechte triglyfenlijst | Gebouw                    | ca. 1770                        |                              | Amstel 320                 | 52° 21' 40" NB, 4° 54' 10" OL | 255    | Meer afbeeldingen                                                                                     |
| Pand met gevel onder rechte lijst met dakkapel | Gebouw                    | 18e eeuw                        |                              | Amstel 326                 | 52° 21' 40" NB, 4° 54' 10" OL | 256    | Meer afbeeldingen                                                                                     |
| Pand met gevel onder rechte lijst met triglyfen, consoles en dakkapel | Gebouw                    | eerste helft 18e eeuw           |                              | Amstel 328                 | 52° 21' 40" NB, 4° 54' 10" OL | 257    | Meer afbeeldingen                                                                                     |
| Pand met halsgevel waarvan de verminkte top is vervangen door een van elders afkomstige bijpassende van het doorboorde-bloem-type                                                                             | Gebouw                    | 1717/1718                       |                              | Amstel 332                 | 52° 21' 40" NB, 4° 54' 10" OL | 34248  | Meer afbeeldingen                                                                                     |
| Pand met halsgevel met beeldhouwwerk in de afdekking en twee oeils-de boeuf | Gebouw                    | ca. 1717/1718                   |                              | Amstel 334                 | 52° 21' 39" NB, 4° 54' 10" OL | 258    | Meer afbeeldingen                                                                                     |
| Pand met halsgevel met beeldhouwwerk in de afdekking en twee oeils-de boeuf | Werk-woonhuis             | ca. 1717/1718                   |                              | Amstel 336                 | 52° 21' 39" NB, 4° 54' 10" OL | 259    | Meer afbeeldingen                                                                                     |
| Pand met gevel waarvan de hals is vervangen door een rechte lijst | Woonhuis                  | ca. 1717/1718                   |                              | Amstel 338                 | 52° 21' 39" NB, 4° 54' 10" OL | 260    | Meer afbeeldingen                                                                                     |
| Magere Brug | Brug                      | 1670                            |                              | Amstel/brugnr. 242         | 52° 21' 48" NB, 4° 54' 9" OL  | 518383 | Meer afbeeldingen                                                                                     |